# Kiss György (szobrász, 1852–1919)
Kiss György (Szászvár, 1852. augusztus 17. – Budapest, 1919. április 29.) magyar szobrászművész. A magyar épület- és köztéri szobrászat egyik jeles képviselője.

## Élete
Kiss György pásztorfiú volt, amikor Troll Ferenc kanonok felfedezte, és 1869-ben Grazba küldte egy fafaragóműhelybe. 1874-ben került a müncheni akadémiára, ahol Irgalmas szamaritánus című szoborcsoportjával keltett figyelmet. E szoborcsoportot ma a Magyar Nemzeti Galériában őrzik. Később Rómában alkotott Apagyilkos c. szobrát szintén a MNG őrzi. Münchenből, Rómából hazatérve akadémikus stílusú szobrokat készített, számos egyházi és állami megrendelést kapott. Egyik fő támogatója Koronghy Lippich Elek miniszteri osztálytanácsos, a századforduló művészeinek jelentős "szponzora", híres művészetpártoló volt. Tehetségét a századforduló legünnepeltebb szobrásza, Zala György is elismerte, akivel baráti és "munkatársi" kapcsolatba is került.

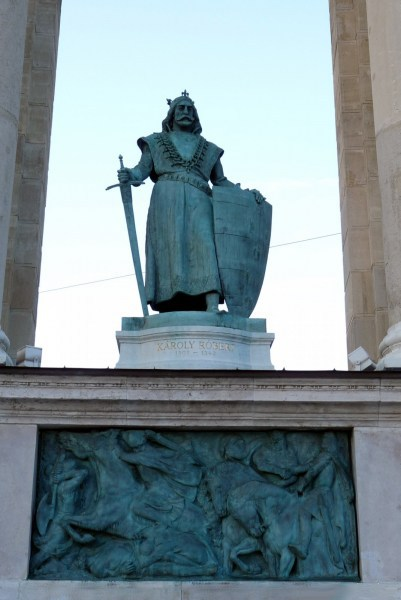
Károly Róbert szobra (1905)
Budapest, Hősök tere

Több mint 40 évig élt Budapesten. Ezalatt számos, még ma is látható köztéri szobrot alkotott. Közöttük olyan nagyszabásút, mint a Hősök terén lévő Millenniumi Emlékmű Károly Róbert királyról készült alkotása. Az első köztéri szobor is Kiss György nevéhez fűződik. A nőnevelés egyik úttörőjéről, Veres Pálnéról mintázott monumentális méretű márványszobrát 1906-ban állították fel az V. kerületi Erzsébet téren.
Az Országház Építési Bizottságának megbízásából mintázta meg a Parlament számos kül- és beltéri szobrát: a Tőzsde és kereskedelmet ábrázoló hármas szoborcsoport, a díszlépcsőn álló 4, egyenként 3 méter magas apród alakját, melyek a magyar koronát és a koronázási jelvényeket tartják, Péterről  és Aba Sámuelről készült alkotását, valamint a Hit és a Jótékonyság című allegorikus szobrokat. A Képviselőház társalgótermének több mesterségszobra is neki köszönhető. A Parlament külső szobrai közül a Zrínyi Miklósról, III. Ferdinándról, Jurisics Miklósról és Erdődy Tamásról megmintázott alkotásai is jelentősek. Sajnos ezek a művek mára már jelentősen megrongálódtak, így csak a róluk készült hű szobormásolatok díszítik a Parlamentet. Ugyanilyen sorsra jutott a Deák-mauzóleum Gyászoló Géniusz című műve, melyet Izsó Miklós műtermében alkotott a művész, a Honvédelmi Minisztérium számára készült Árpád szobor, valamint az Operaház két homlokzati szobra is.
A Kakastolvaj (leginkább Csirkefogó néven ismert) című zsánerszobrát a főváros vásárolta meg. Az alkotás jóval a művész halála után, 1927-ben került felállításra a VIII. kerületi Krúdy Gyula utcánál kiöblösödő parkban.
1895-1896-ban az Iparművészeti Múzeum tetején lévő apród-szobrokat is nagy valószínűséggel a művész készítette. Az erre vonatkozó kutatások jelenleg is folyamatban vannak.
Több fővárosi templomot is a művész szobrai díszítenek, így például az erzsébetvárosi római katolikus plébániatemplomot és a kőbányai katolikus templomot.
Sokszínű tehetségét igazolják irodalmi és történelmi témájú művei is, melyek közül kiemelkedik Vörösmarty Mihály, Kossuth Lajos, Zrínyi Miklós, Szondy György című alkotása, továbbá Berzsenyi Dániel, Arany János és Kisfaludy Károly mellszobra, melyet a Magyar Tudományos Akadémia felkérésére készített el. Az alkotások ma is láthatók az Akadémia nagyterme előtt.
Fővárosi szobrain kívül jelentős műveket alkotott Ausztriában, Olaszországban, Horvátországban, Szlavóniában, Felvidéken, Erdélyben, valamint Esztergomban (a főszékesegyházban) és Pécsett (Szepessy Ignác püspök szobra, Széchenyi téri Szentháromság-szobor) is.
Gyermekei közül Kiss Károly (1890–1915), ígéretes fiatal szobrász 1915-ben az orosz fronton halt meg.

## Források

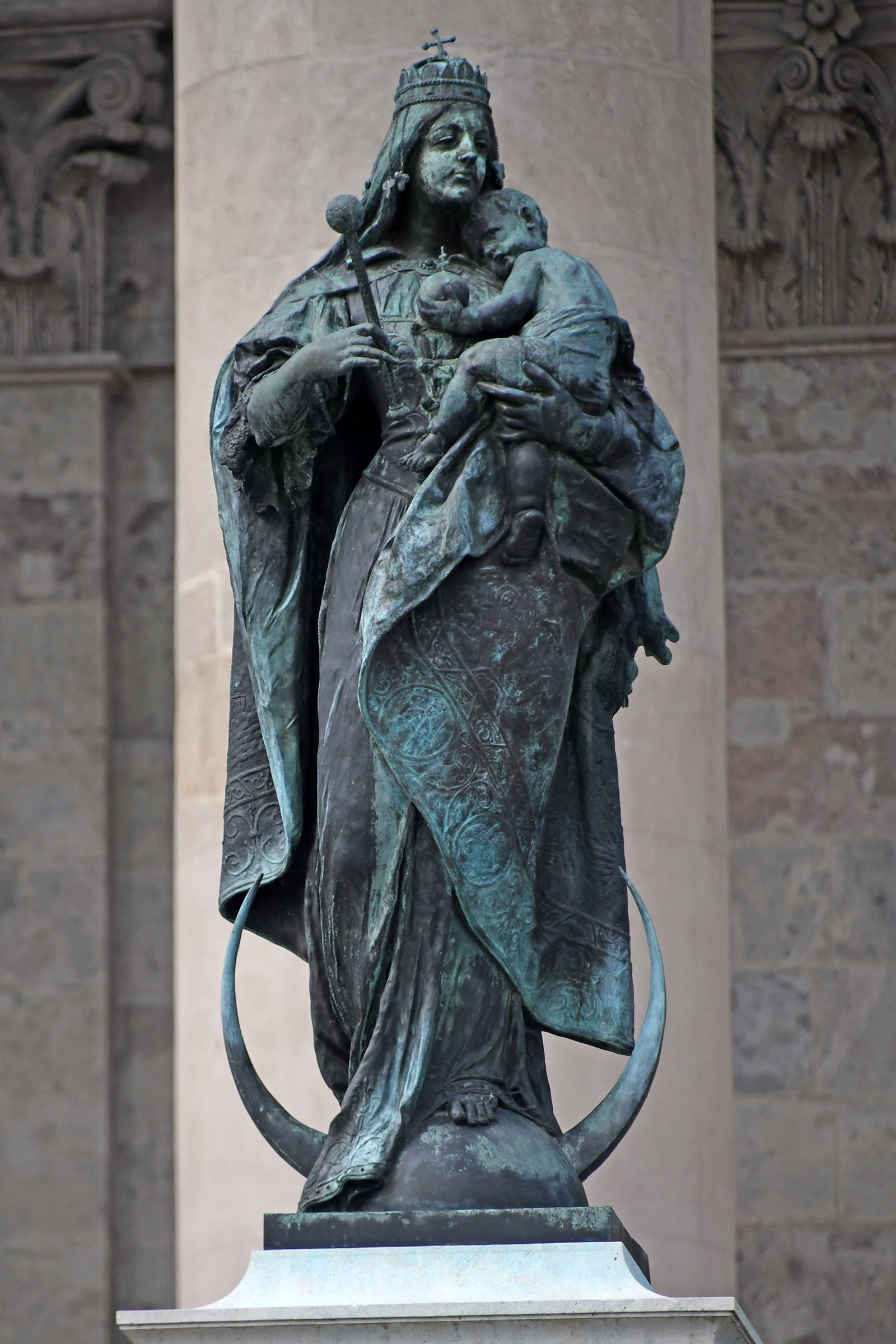
Magyarok Nagyasszonya (1905) az esztergomi bazilika előtt

## Bibliográfia

### Elsődleges források

#### Levéltári és irattári dokumentumok
- 1. Országos Széchényi Könyvtár Kézirattára – Levelestár dokumentumai
- 2. Magyar Tudományos Akadémia Kézirattárának iratanyaga (Ral: Régi Akadémiai Levéltár)
- 3. Parlament gazdasági iratai. Az Országház építésére vonatkozó dokumentáció
- 4. Esztergomi Prímási Levéltár Főszékes Káptalani iratai
- 5. Pécsi Püspöki és Káptalani Levéltár iratai
- 6. Baranya Megyei Levéltár – Gazdasági iratok (Szentháromságszobor iratai, Szászvár Község Képviselőtestületének jegyzőkönyvei
- 7. Magyar Nemzeti Galéria Adattárában található Kiss Györgyre vonatkozó dokumentumok
- 8. Magyar Nemzeti Galéria Szoborosztályának katalóguscédulái
- 9. Budapest Főváros Levéltárának iratai (Polgármesteri iratok, Fővárosi Közmunkák Tanácsának iratanyaga)
- 10. Magyar Országos Levéltár – Minisztertanácsi jegyzőkönyvek és iratok, Fővárosi Közmunkák Tanácsának iratai, Országos Műemlékvédelmi Felügyelőség iratai
- 11. Képzőművészeti Főiskola Levéltárának iratai
- 12. Budapesti Műszaki Egyetem Könyvtár és Tájékoztatási Központja
- 13. Iparművészeti Múzeum Adattárának iratai
- 14. Országos Műemlékvédelmi Felügyelőség Műszaki Osztályának iratai
- 15. Magyar Tudományos Akadémia Művészettörténeti Kutatóintézetének Adattára
- 16. Komárom-Esztergom Megyei Levéltár iratai: Esztergom Város Képviselőtestületének jegyzőkönyvei

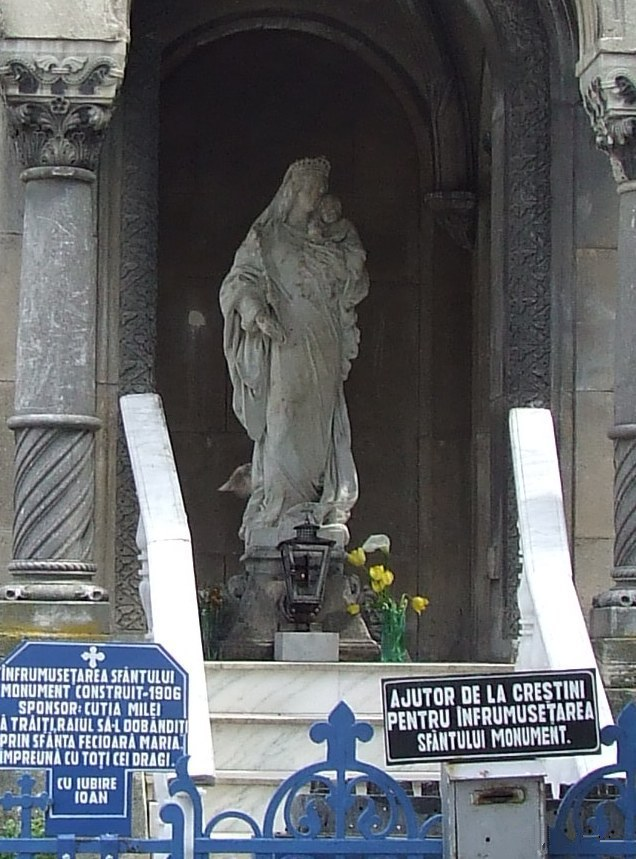
Mária emlékmű (Temesvár, 1906)

### Másodlagos források

#### Könyvészeti anyag
- 1. Budapest szobrai és emléktáblái (írta és szerkesztette: Liber Endre) (Budapest, 1934. 255., 358-359. oldal)
- 2. Edvi Illés Gyula: Az esztergomi székesegyház (1822-1869) (Bp., Franklin Társulat Nyomdája, 1929.)
- 3. Zámborszky Ilona: A magyar Országház 65 képpel (Bp., M. Kir. Pázmány Tud. Egyetem, 1937.)
- 4. Várady Ferenc: Baranya Megye múltja és jelene I. kötet (Pécs, Telegdi Ármin Nyomdája, 1896. 443-445. oldal)
- 5. Petrovich Ede: Pécsi székesegyház (Pécs, Szerzői kiad. 1956. 144. oldal)
- 6. Bucsky Mihály: Kiss György (Pécs, Szerzői kiad. 1975.)
- 7. Gerő Ödön: Művészetről, művészekről (Bp., Gergely R. kiadása, 338-346. oldal)
- 8. Dercsényi Dezső – Pogány Frigyes: Városkép, műemlékek (Bp., Műszaki Kk. 1956. 263. oldal)
- 9. Lauríczius Gy.: A Magyar Operaház (Bp., 1941., 35. oldal)
- 10. Kisfaludy Stróbl Alajos: Emlékeim (Bp., Csillag 1956., 2. Sz. 297-302. oldal)
- 11. Genthon- Németh- Végvári -Zádor: Magyar Művészet 1800-1945. (Bp., Képzőművészeti Alap Kiadóvállalata, 1958., 199-202. oldal)
- 12. Gádor Emil: Budapest szobrai (Bp., Képzőművészeti Alap Kiadóvállalata, 1955. 14, 36, 51. oldal)
- 13. Debitzky István: Kiss Györgyről írt tanulmánya (1964. augusztus 14.)
- 14. Petrovics Elek: A Szépművészeti Múzeum magyar szobrai (Bp., 1926. 251-263. oldal)
- 15. Dr. Gerecze Péter: Szepesy Ignác báró, pécsi püspök és emlékszobra Pécsett (Pécs, Szepesy szoborbizottság kiad. Lyceum Nyomda. 30. oldal)
- 16. Lyka Károly: Magyar művészélet Münchenben (Bb. Művelt Nép K., 1951. 86. oldal)
- 17. Lyka Károly: Szobrászatunk a századfordulón. (Bp., Képzőművészeti Alap, 1954. 92. oldal)
- 18. Lyka Károly: Michelangelo (Bp, Képzőművészeti Alap, 1962., 26. oldal)
- 19. Magyar Művészet 1800-1945 (Bp., Képzőművészeti Alap, 1962. 507. oldal)
- 20. Szana Tamás: Száz év a magyar művészet történetéből (Bp., Atheneum, 1900., 385. oldal)
- 21. Várszegi Alajos: Szászvár (Szászvár, Nagyközségi Önkormányzat, 1991. 261. oldal)
- 22. Domanovszky Sándor: Magyar művelődéstörténet V. kötet (Bp., Magyar Történelmi Társulat, 1962.)
- 23. Lyka Károly: Művészet és közönség a századvégen. Magyar művészet 1867-1896. (Bp., Corvina Kiadó, 82. 107. oldal)

## Pécsi alkotásai

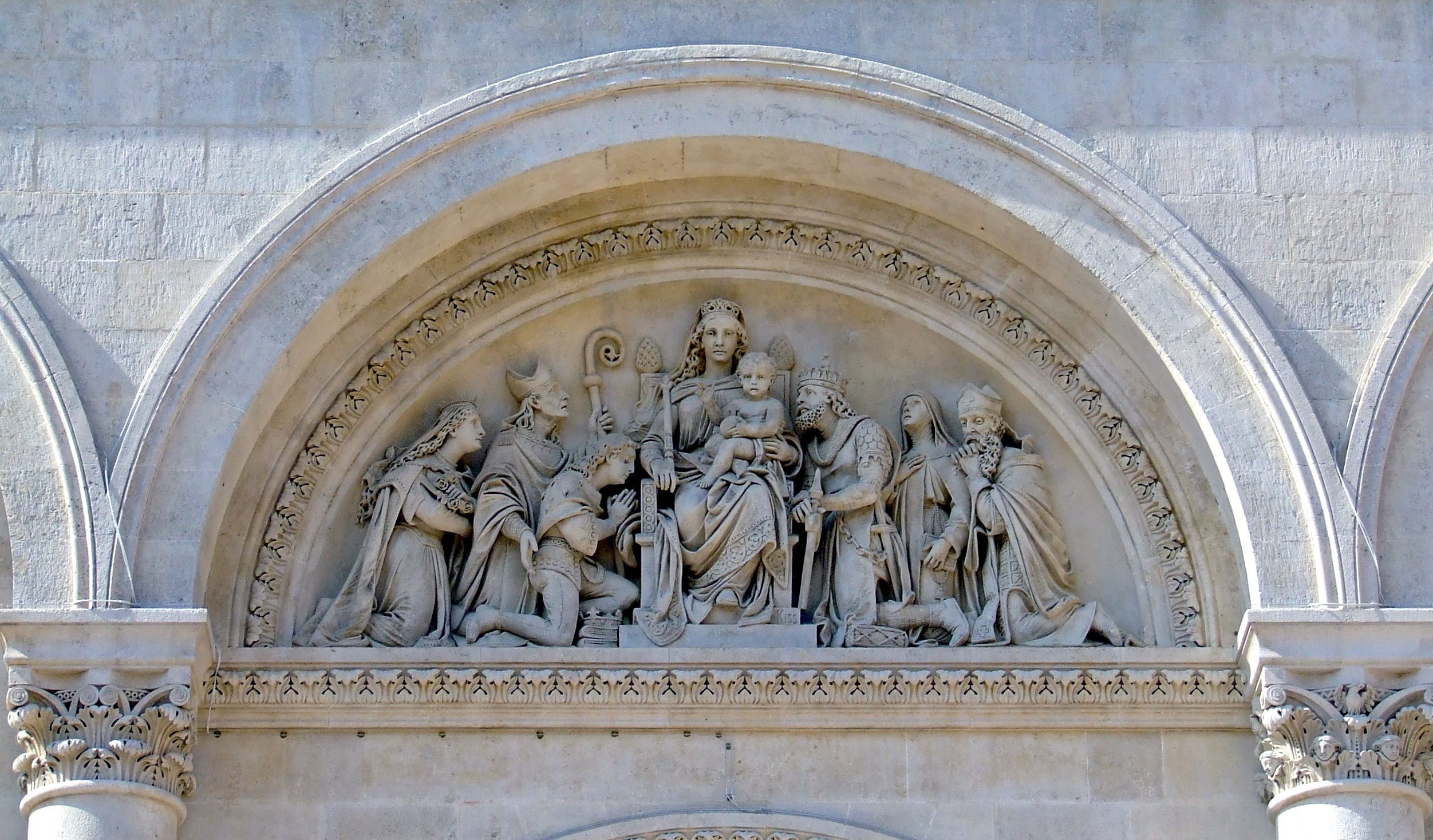
Dombormű a Pécsi székesegyház bejárata felett (1891)
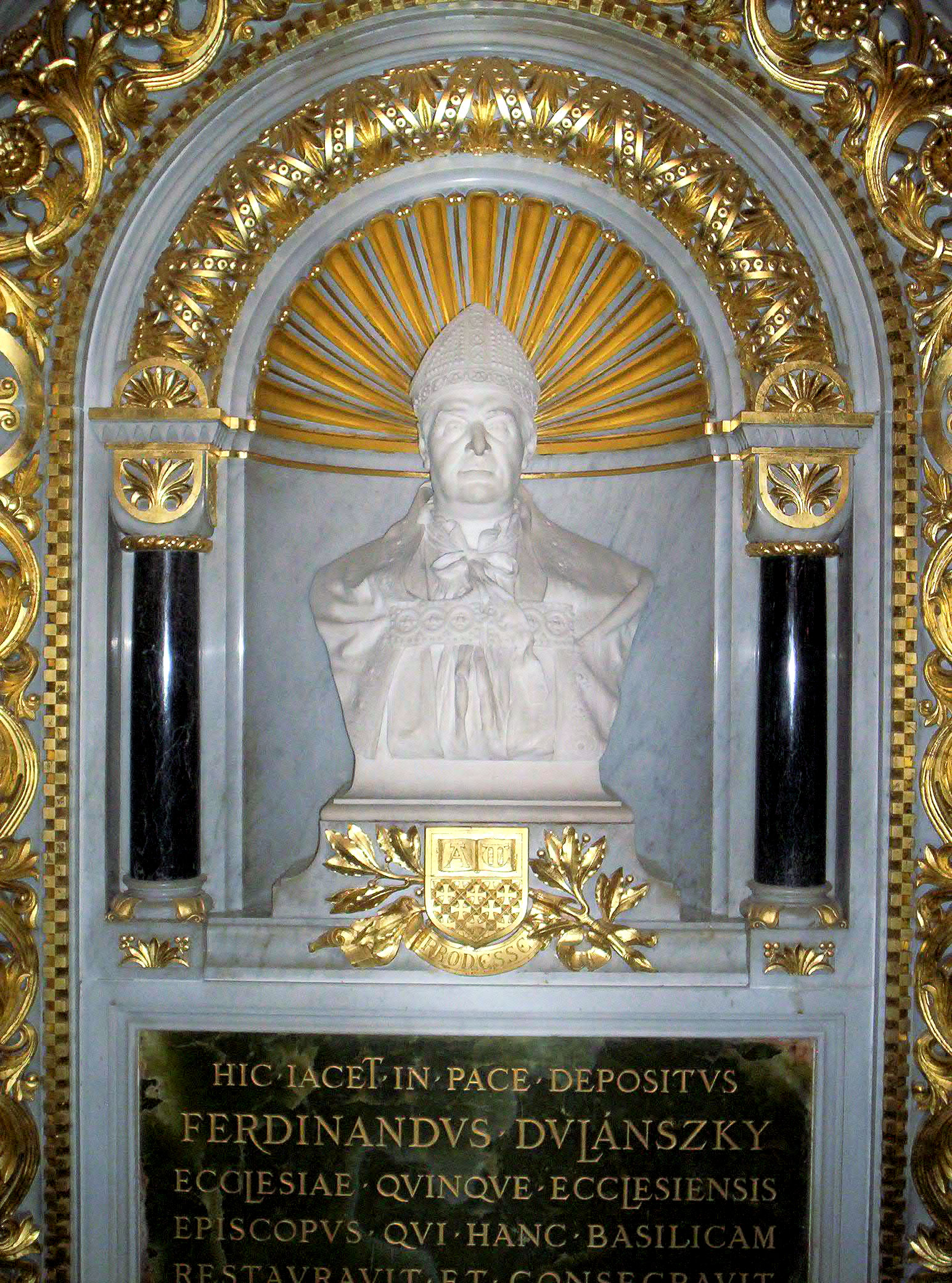
Dulánszky Nándor pécsi püspök mellszobra a Pécsi Székesegyházban
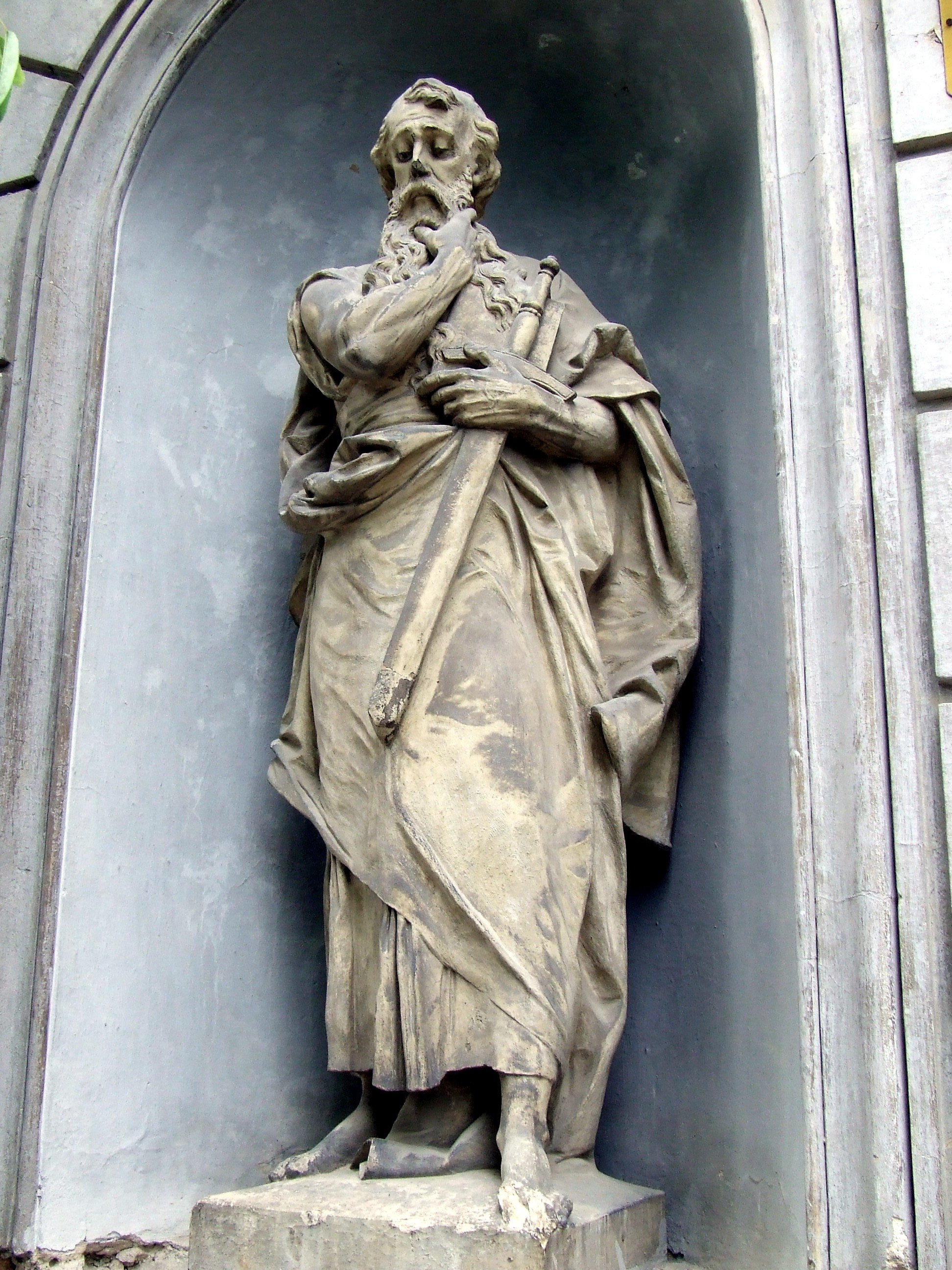
Szent Pál szobra a pécsi Martyn ház bejáratánál (1902)
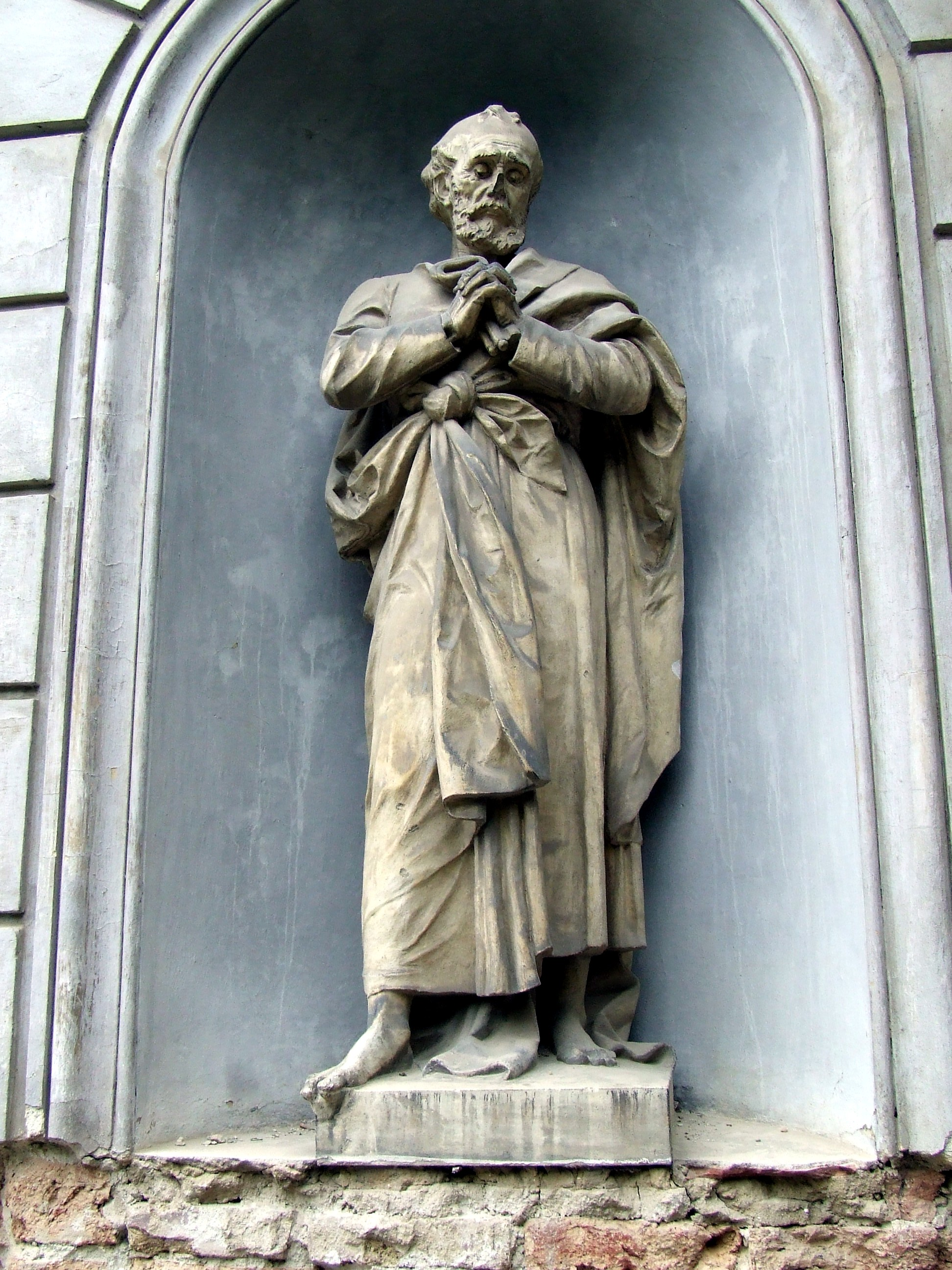
Szent Péter szobra a pécsi Martyn ház bejáratánál (1902)

### Folyóiratok, napilapok, hetilapok

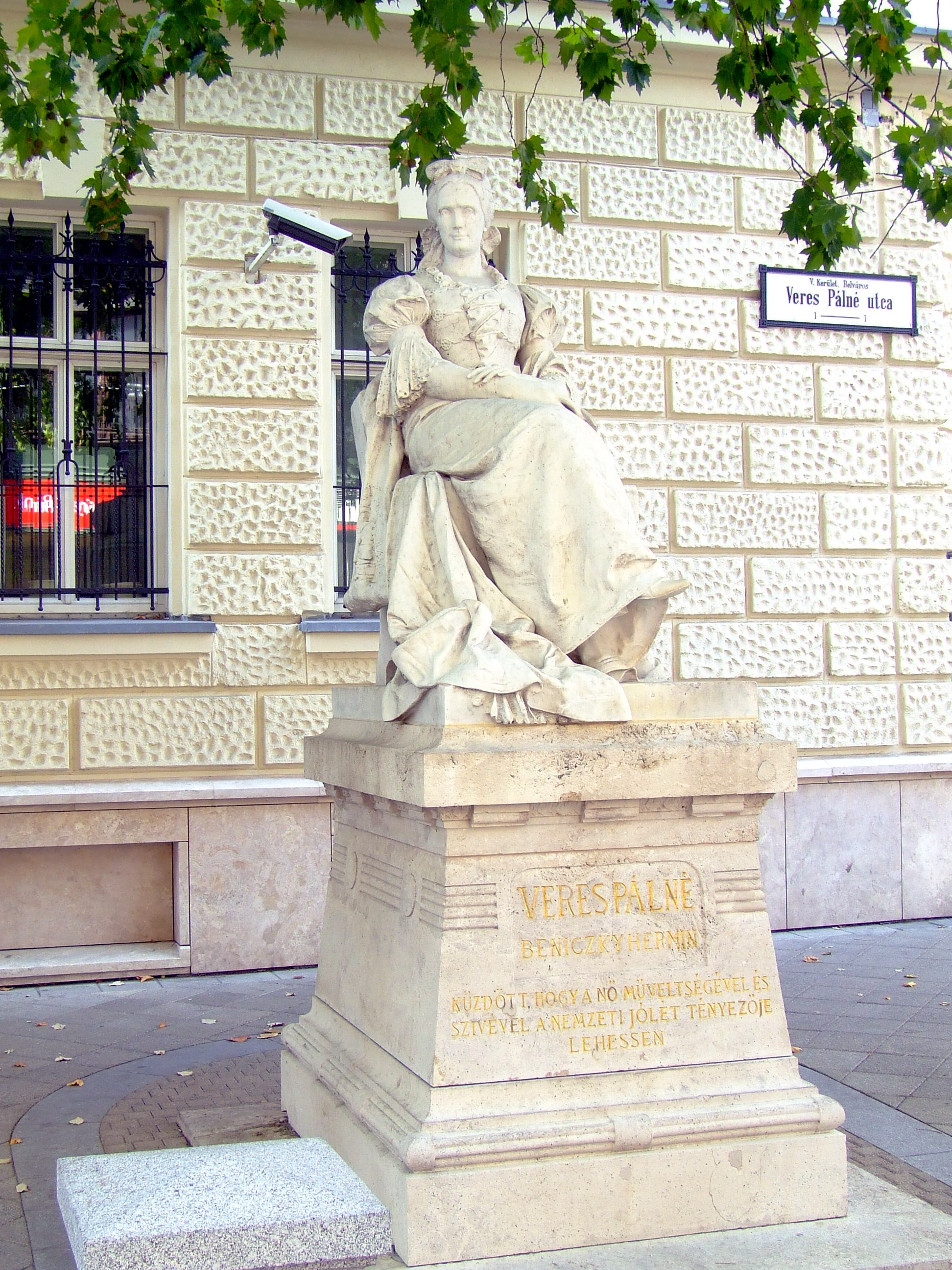
Veres Pálné emlékszobor a budapesti V. kerületi Veres Pálné utcában (1906)

- 1. Dénes Gizella: Kiállítás a falon. (Vigilia 1965. októberi sz. 636-639. oldal)
- 2. Az 1893-as Vasárnapi Ujságban[6] megjelent cikk Kiss György alkotásáról
- 3. Az 1887-es Vasárnapi Újságban megjelent kritika Kiss György alkotásáról
- 4. Az 1899-es Vasárnapi Újságban megjelent kritika Kiss György alkotásáról
- 5. Az 1880-as Vasárnapi Újságban megjelent kritika Kiss György alkotásáról
- 6. Az 1883-as Vasárnapi Újságban megjelent kritika Kiss György alkotásáról
- 7. Az 1885-ös Vasárnapi Újságban megjelent kritika Kiss György alkotásáról
- 8. Az 1887-es Vasárnapi Újságban megjelent kritika Kiss György Deák Ferenc Mauzóleumában található Gyászoló Géniusz című alkotásáról
- 9. Az 1888-as Vasárnapi Újságban megjelent fotók Kiss György apostolszobrairól, melyeket a pécsi székesegyház homlokzatára készített
- 10. Az 1893-as Vasárnapi Újságban megjelent kritika Kiss György alkotásáról
- 11. Az 1901-es Vasárnapi Újságban megjelent kritika Kiss György az esztergomi bazilikában lévő szobrairól
- 12. Az 1902-es Vasárnapi Újságban megjelent fotó Kiss György Szondy György szobráról

Az 1895-ös Vasárnapi Újságban megjelent cikk és fotó Kiss György Beöthy László domborművéről
- 13. Az 1892-es Vasárnapi Újságban megjelent kritika és fotó Kiss György Imbiszimovics Luka Pozsegán felállított szobráról
- 14. A Vasárnapi Újságban megjelent kritika és fotó Kiss György A haldokló honvéd című alkotásáról
- 15. Az 1893-as Vasárnapi Újságban megjelent fotó Kiss György Andrássy szobráról
- 16. Az 1894-es Vasárnapi Újságban megjelent fotó Kiss Györgynek a fiatal Kossuth Lajosról készült szobráról
- 17. Az 1896-os Vasárnapi Újságban megjelent fotó Kiss György II. Lajos király halála című alkotásáról
- 18. A Vasárnapi Újságban megjelent kritika és rajz Kiss György Izsó Miklós sírelmékéhez készített tervéről

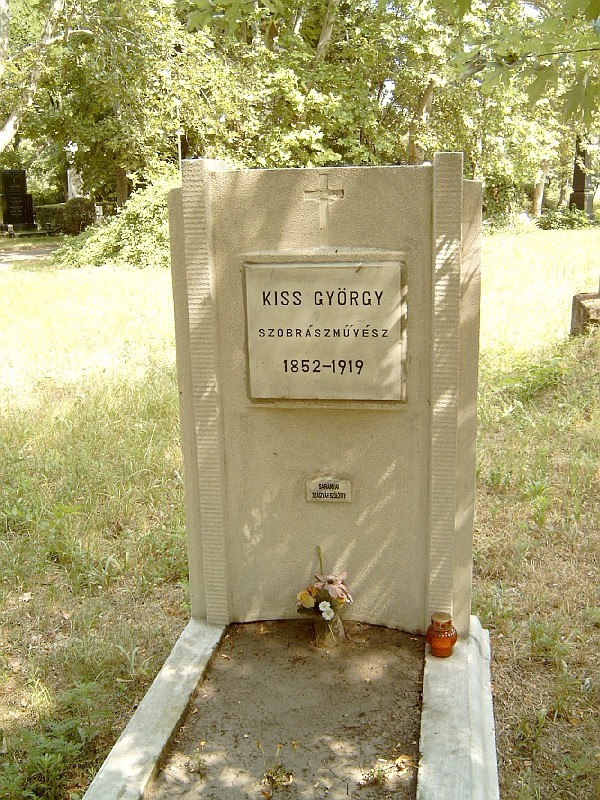
Kiss György sírja Budapesten, Kerepesi temető: 27/1-1-36

- 19. Az 1883-as Képes Családi Lapok című újság megemlékezése Kiss Györgyről
- 20. Az 1972-es Pest Megyei Hírlap megemlékezése Kiss Györgyről
- 21. Az 1907. évi Tolnai Világlapja cikke a művész Temesvárott felállított Mária-emlék szobráról
- 22. A Temesvári Hírlap 1907. V. évf. 185. számában megjelent cikk a művészről
- 23. Népszabadság 1999. január 23-án megjelent számában cikk a művészről
- 24. Képzőművészeti Szemle 1881. januári száma a művészről
- 25. Kisalföld 1972. augusztus 17. száma a művészről
- 26. Pest Megyei Hírlap 1972. augusztus 17-ei száma a művészről
- 27. Vasárnapi Újság 1882. 41. szám a művészről
- 28. Észak-Magyarország 1972/193 (7. oldal)
- 29. Dunántúli Napló 1964. szeptember 23. száma
- 30. Képzőművészeti Szemle 1880. évf.
- 31. Képes Családi Lapok 1885. június 28. 7. évf. 40. szám 637. oldal
- 32. Religio 1904. II. évf. 37. száma 296. oldal
- 33. Religio 1899. I. évf. 3. száma 24. oldal
- 34. Pesti Hírlap 1919. május 17.
- 35. Magyar Művészet 1926. évf.
- 36. Művészet 1907. VI. évf. 69-70. oldal
- 37. Ország-Világ 1894. 19. szám 315. oldal
- 38. Magyar Művészet 1929. évf.

Kossuth Rádió – Esti Krónika (1972. március 15.) Kiss György Kossuth szobrára vonatkozó beszélgetés.